# Noël Kaudré
Noël Kaudré (ur. 30 kwietnia 1981) – nowokaledoński piłkarz występujący na pozycji pomocnika. W 2012 roku wziął udział w Pucharze Narodów Oceanii.